# راشتورف
راشتورف (به آلمانی: Rastorf) یک شهر در آلمان است که در پلون واقع شده‌است. راشتورف ۸۶۵ نفر جمعیت دارد.